# Broddetorps distrikt
Broddetorps distrikt är ett distrikt i Falköpings kommun och Västra Götalands län.
Distriktet ligger norr om Falköping.

## Tidigare administrativ tillhörighet
Distriktet inrättades 2016 och utgörs av socknarna Broddetorp, Hornborga, Sätuna och Bolum i Falköpings kommun.
Området motsvarar den omfattning Broddetorps församling hade 1999/2000 och fick 1989 när socknarnas församlingar slogs samman.